# Escut de les Llosses
L'escut oficial de les Llosses té el següent blasonament:
Escut caironat: de sinople, 2 llosses d'or, passades en sautor i amb les fulles a dalt. L'escut acoblat d'un bàcul d'abat d'or posat en pal i timbrat d'una corona de baró.

## Història
Va ser aprovat el 26 de juliol de 1988 i publicat al DOGC el 12 de setembre del mateix any amb el número 1042.
Les llosses, o culleres, són armes parlants referents al nom de la localitat. La corona recorda que el poble fou, des del segle xi, centre de la baronia de la Guàrdia de Ripoll, i el bàcul representa el monestir de Ripoll, que va comprar la baronia el 1363.